# Raymond Goethals
Raymond Goethals (Forest, 7 de outubro de 1921 — Bruxelas, 6 de dezembro de 2004) foi um treinador de futebol belga que notadamente levou o Olympique de Marseille à vitória na final da Liga dos Campeões da UEFA de 1993, se tornando o primeiro treinador a vencer um torneio europeu com um time francês.
Por vezes apelidado de "Raymond-la-science" ("Raymond-a-Ciência", antigo apelido do anarquista belga e membro do Bando Bonnot, Raymond Callemin), "le sorcier" ("o Mago") ou "le magicien" ("o Mágico"), Goethals era conhecido por seu jeito direto de falar, seu hábito de pronunciar errado o nome dos jogadores e seu distinto sotaque de Bruxelas.

## Carreira como Jogador
Goethals começou sua carreira como goleiro nos anos 1930 com o Daring Brussels, antes de ingressar no Racing Club Brussel em 1947. Ele permaneceu no Racing Club Brussel até 1948. Depois de um período jogando no Renaisiène, ele se aposentou.

## Carreira como Treinador

### O Começo
Goethals começou a sua carreira treinando pequenos times belgas como Hannutois e Waremme. Ele levou o Sint-Truiden ao segundo lugar na primeira divisão belga em 1966.

### Seleção Belga
Goethals assumiu o comando da Seleção Belga em 1968. A Bélgica conseguiria se classificar para a Copa do Mundo de 1970 no México mas acabou sendo eliminada na primeira rodada do torneio. A Bélgica sediou a Eurocopa de 1972, tendo derrotado a campeã Itália nas eliminatórias, e derrotou a Hungria na partida pelo terceiro lugar, depois de perder na semifinal para a Alemanha, eventual campeã do torneio. Isso marcou o maior sucesso de Goethal como técnico da equipe nacional. 

### Retorno aos Clubes
Em 1976, o mandato de Goethals como técnico da seleção nacional acabou e ele foi contratado pelo Anderlecht. Na sua primeira temporada, o Anderlecht chegou à final da Taça dos Clubes Vencedores de Taças e perdeu para o alemão Hamburgo, mas o Anderlecht voltou a final no ano seguinte e conquistou o título em cima do Austria Wien. 
Depois de uma passagem pela França para treinar o Bordeaux e no Brasil para trabalhar na administração do São Paulo, Goethals retornou à Bélgica para treinar o Standard Liège. Com ele, o Standard Liège foi campeão belga em 1982 e 1983, e chegou à final da Taça dos Clubes Vencedores de Taças em 1982, perdendo para o Barcelona.

### Controvérsia e retorno de Goethal ao Anderlecht
O título do Standard Liège em 1982 se tornaria objeto de grande controvérsia em 1984. Aparentemente preocupado em ganhar seu primeiro título belga, Goethals havia sugerido e iniciado o suborno dos jogadores do Waterschei antes da partida final da temporada, a fim de garantir o título de campeão para o Standard de Liège e garantir que nenhum de seus jogadores perca a final europeia contra o Barcelona por lesão. Goethals foi forçado a renunciar na sequência do escândalo e mudou-se para Portugal para assumir o comando do Vitória de Guimarães. 
Logo após, ele então retornou à Bélgica para treinar o Racing Jet de Bruxelles antes de um segundo período no comando do Anderlecht, onde conquistou o troféu da Copa da Bélgica em 1989. 
O Bordeaux novamente contratou Goethals e terminou o campeonato francês da temporada 1989-90 atrás apenas do Marseille. Aproximando-se dos 70 anos de idade, o maior triunfo de Goethal como treinador ainda estava por vir.

### Olympique de Marseille
Em 1990, Goethals foi nomeado treinador do Marselha e foi incumbido da tarefa de levar o clube ao sucesso da Liga dos Campeões da UEFA. Em sua primeira temporada, o clube perdeu por pouco a glória européia, perdendo nos pênaltis para o Estrela Vermelha da Sérvia. Houve reconhecimento pelas habilidades de treinador de Goethal, já que ele foi eleito o Treinador Europeu do Ano de 1991. Em 1993, o Marselha chegou novamente à final e dessa vez foi campeão, o clube francês derrotou o favorito Milan, com um tento de Basile Boli. Tendo alcançado seu objetivo principal em Marselha, Goethals deixou o clube.
O Marselha foi mais tarde despojado do seu campeonato francês de 1993, quando surgiu a notícia de que três jogadores do Valenciennes haviam recebido uma oferta de dinheiro para ter um desempenho ruim em uma partida crucial contra o Marselha. O clube não foi autorizado a defender o título europeu e foi punido com o rebaixamento à segunda divisão francesa.

### Aposentadoria e Morte
A carreira de treinador de Goethals terminou no Anderlecht na temporada 1995-96, mas ele continuou trabalhando como analista de televisão. Ele morreu de câncer de intestino aos 83 anos. Ele continua a ser o mais velho treinador vencedor da UEFA Champions League.

## Títulos
Anderlecht
- Taça dos Clubes Vencedores de Taças: 1977–78
- Supercopa da UEFA: 1976, 1978
- Copa da Bélgica: 1988–89

Standard Liège
- Jupiler Pro League: 1981–82, 1982–83
- Supercopa da Bélgica: 1981, 1983

Marseille
- Panchina d'Oro: 1990–91
- Ligue 1: 1990–91, 1991–92
- UEFA Champions League: 1992–93